# Hövelsenne
Hövelsenne war ein Ortsteil der Gemeinde Hövelhof im nordrhein-westfälischen Kreis Paderborn in Deutschland, der bis 1974 fast vollständig der Erweiterung des Truppenübungsplatzes Senne weichen musste.
Die Entfernung vom ehemaligen Hövelsenner Ortskern bis zum Hövelhofer Ortskern betrug etwa fünf Kilometer. Die Gemarkung von Hövelsenne war nie eine politisch eigenständige Gemeinde, sondern gehörte seit der Entstehung im 17. Jahrhundert zur Gemeinde Hövelhof.

## Geschichte

### Die Entstehung

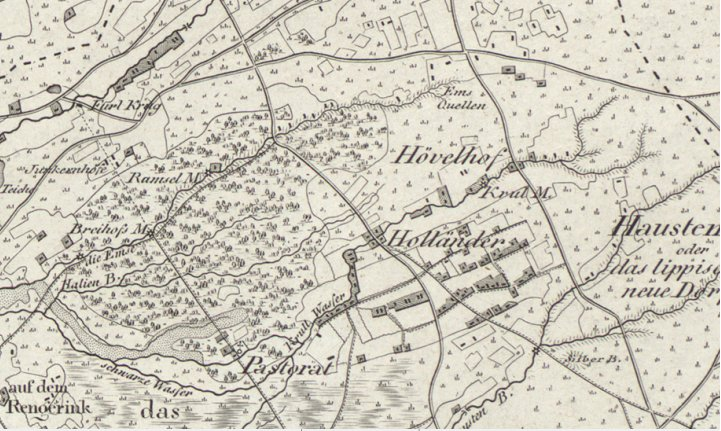
Hövelhof um 1805

Besiedelt wurde Hövelsenne ab 1659 durch Bauern aus dem Delbrücker Land. Die Bauern siedelten sich zuerst entlang der Bachläufe von Krollbach, Knochenbach und Haustenbach in Form von Riegen an, es entstand ein so genanntes Reihendorf. Die damalige Bevölkerung gehörte vollständig der Katholischen Kirche an. Im benachbarten Haustenbeck wurde allerdings schon im Jahr 1685 die Evangelische Kirche Haustenbeck eingeweiht, weil die Kirche am Nordufer des Haustenbaches auf dem Gebiet des evangelischen Grafen Hermann Adolf zur Lippe-Detmold lag, was durch den Lippspringischen Originalvergleich so geregelt war.
Im Jahr 1800 wurde in Hövelsenne eine eigene Schule, die sogenannte „Pannkaukenschule“ errichtet. Die Hövelsenner Kirche wurde erst 1923 gebaut, bis dahin musste die fünf bis acht Kilometer entfernte Kirche St. Johannes Nepomuk in Hövelhof besucht werden. Das neue Gotteshaus war dem hl. Josef geweiht und wurde fast vollständig durch Spenden finanziert und in Eigenleistung errichtet. Die Sonntagsgottesdienste wurden fünfzig Jahre, bis zur Auflösung im Jahre 1974, von den Patres des Salvator-Kollegs in Klausheide gefeiert. Mittwochs kamen die jeweiligen Hövelhofer Vikare zum Gottesdienst und zum Religionsunterricht in die Schule. Im Ortskern um Kirche und Schule siedelten sich später noch kleine Handwerker sowie ein Kolonialwarenladen mit Gaststätte an. Ansonsten war Hövelsenne eine sogenannte Streusiedlung, die sich über die gesamte Gemarkung verteilte und vor Beginn der Auflösung im Jahre 1939 etwa 800 Einwohner hatte.

### Der langsame Untergang
Im Zuge der Erweiterung des Truppenübungsplatzes Senne musste ab 1939, wie zuvor schon der weiter östlich in der Mitte des Übungsplatzes gelegene Ort Haustenbeck, fast der gesamte im Osten von Hövelhof gelegene Ortsteil Hövelsenne geräumt werden. Einschließlich der aus dem Jahr 1800 stammenden Schule (1966) und der erst 1923 errichteten St. Josefs-Kirche (1974) mussten 135 Häuser und Höfe geräumt werden.
Der Umsiedlung erster Teil
Für die etwa 800 Hövelsenner bedeutete die Umsiedlung den Verlust der angestammten Heimat. Eine Umsiedlungskommission der Reichsumsiedlungsgesellschaft bot ihnen unter anderem Hofstellen weit weg von der Heimat an. Wer sich nach mehreren Angeboten nicht entscheiden konnte oder mit dem Preis nicht einverstanden war, wurde zwangsumgesiedelt. Dies geschah besonders im Osten von Hövelsenne, weil man dort schnell Schussbahnen schaffen wollte.
So zogen 20 Familien nach Mecklenburg, sechs ins Rheinland, vier ins Delbrücker Land, sechs ins Münsterland, sieben nach Lippe, zwei nach Heddinghausen, vier nach Schloß Holte-Stukenbrock und einzelne unter anderem nach Bielefeld, Fulda, Lipperode, Sennestadt, Oerlinghausen; aber 56 Familien, überwiegend die kleineren Nebenerwerbsstellen, konnten in Hövelhof ein Baugrundstück erwerben. Die Umsiedlung der Bewohner geriet aufgrund des Fortschreitens des Zweiten Weltkriegs und der damit verbundenen Wohnungsnot 1942 ins Stocken und konnte nicht mehr abgeschlossen werden. Zu diesem Zeitpunkt war die Umsiedlung mit etwa 65 verkauften Eigentümern erst etwa zur Hälfte abgeschlossen, so dass ein Großteil der Bewohner in Hövelsenne vorläufig wohnen bleiben konnte. Auch zwei Familien aus Haustenbeck, in der Mitte des Truppenübungsplatzes gelegen, die bis dahin keine neue Wohnung fanden, wurden 1939 in bereits geräumte Häuser in Hövelsenne einquartiert. Nach Ende des Zweiten Weltkriegs fanden in den etwa 50 noch bewohnbaren, aber leerstehenden Häusern auch zeitweilig Ost-Vertriebene und Ausgebombte eine neue Bleibe in Hövelsenne, wobei oft zwei bis drei Familien auf engstem Raum in einem Gebäude untergebracht wurden.

### Die lange Ungewissheit
Nachdem Westdeutschland 1949 ein demokratischer Staat wurde, glaubte in Hövelsenne niemand mehr an eine endgültige Räumung des Dorfes. So entstand 1951 sogar auf einer ehemaligen Hofstelle am oberen Krollbach ein Landschulheim des Paderborner Gymnasiums Theodorianum, das später sogar noch um einen Neubau erweitert wurde. Ebenso wurden nach 1950 auch die St.-Josefs-Kirche und die Volksschule (Pannkaukenschaule) grundlegend renoviert.
Ab 1959 plante man jedoch die endgültige Räumung des Dorfes und die Festlegung der Grenzen des Truppenübungsplatzes. In Hövelsenne hoffte man, dass als Truppenübungsplatz-Westgrenze die sogenannte Brunnenreihe in der Nähe des Mittwegs als Platzgrenze bestimmt würde. Dann hätte der größte Teil des Dorfes weiterbestehen können. Doch es sollte die noch zu Kriegszeiten geplante Grenze endgültig festgelegt werden, dessen Grenze auf Stukenbrocker Gebiet, vom Mittweg aus gesehen in westliche Richtung am Furlbach entlang bis zur ehemaligen Bundesstraße 68, diese in südlicher Richtung bis etwa zur heutigen Bundesautobahn 33-Anschlussstelle Nr. 23 Stukenbrock-Senne folgend, von dort aus weiter in südöstlicher Richtung in einer Linie, in etwa der heutigen Autobahn bis zur Sennestraße und von dort weiter entlang des Lippspringer Postwegs bis zum Mergelweg geführt hätte, um dort wieder auf die heutige Platzgrenze (Barzel-Linie) zu stoßen. Dies führte zu großem Protest der Hövelsenner wie auch der Stukenbrock-Senner Bewohner, die ebenfalls betroffen waren. Die Hövelsenner und Stukebrock-Senner schalteten einen Rechtsanwalt ein. Jede Familie beteiligte sich an den Kosten, um gegen die in der Zeit des Nationalsozialismus geschlossenen Verträge zu protestieren. Da kamen schließlich am 20. Juli 1960 der damalige Verteidigungsminister Franz Josef Strauß mit dem heimischen Bundestagsabgeordneten Rainer Barzel und dem damaligen Detmolder Regierungspräsidenten Gustav Galle zu Verhandlungen in die Senne, wobei man sich schließlich als Kompromiss auf die sogenannte „Barzel-Linie“, benannt nach dem damaligen Paderborner Bundestagsabgeordneten Rainer Barzel, etwa einen Kilometer westlich des Mittweges/der Brunnenreihe gelegen, entlang des westlichen Abschnitts der heutigen Panzerringstraße, als Westgrenze einigte. Damit lagen fast der gesamte nordwestlich gelegene Nachbarort Stukenbrock-Senne sowie der sich dort befindende sowjetische Ehrenfriedhof und die nahe gelegenen Emsquellen außerhalb, Hövelsenne aber fast vollständig innerhalb des Truppenübungsplatzes.
Der Umsiedlung zweiter Teil

### Das endgültige Aus
Die Bewohner von Hövelsenne, und deren Gebäude, die schon zwischen 1939 und 1942 enteignet wurden, aber mangels anderweitiger Unterbringungsmöglichkeit vorerst in ihren ehemaligen, sich nun im Staatsbesitz befindenden Häusern wohnen bleiben konnten, erhielten 1962 ihre Kündigung und mussten die Häuser räumen. Verträge, die in der Zeit des Nationalsozialismus geschlossen, aber nicht mehr zum Abschluss gekommen waren, wurden für rechtens erklärt. Die Besitzer wurden nach dem 1939 festgelegten Wert entschädigt. Besitztümer, die 1939 noch nicht verkauft wurden, wurden ab 1962 zum aktuellen Wert entschädigt. Die Hövelsenner Volksschule (Pannkaukenschaule) wurde zu Ostern 1966 geschlossen, die 27 verbliebenen Schüler wurden danach in der Hövelhofer Mühlenschule unterrichtet. Im Jahre 1973, zu einem Zeitpunkt, als Hövelsenne schon fast vollständig geräumt war, wurde in Hövelsenne noch das 50-jährige Kirchen-Jubiläum der St.-Josefs-Kirche gefeiert. Die letzte Familie verließ Hövelsenne Anfang 1974. Am 3. November 1974 konnte unter großer Anteilnahme in der St.-Josefs-Kirche noch einmal eine Hubertusmesse gefeiert werden.
Danach wurde im Bereich Hövelsenne die Schießbahn F gebaut. Am 11. September 1985 wurde die inzwischen zur Ruine zerschossene Kirche von Hövelsenne gesprengt.

## Hövelsenne heute
Heute befindet sich nur noch ein kleiner bewohnter Bereich, etwa 20 % der ehemaligen Hövelsenner Gemarkung außerhalb des Truppenübungsplatzes. Hier befinden sich unter anderem die Heidschnuckenschäferei der Biologischen Station Kreis Paderborn-Senne. Im ehemaligen Haus Menning (Nr. 68) befindet sich die Geländebetreuungsstelle der Bundesanstalt für Immobilienaufgaben mit ihrem Bauhof. Direkt nebenan befindet sich das Forsthaus des Forstreviers Hövelsenne, das der Nebenstelle Bad Lippspringe des Bundesforstbetriebes Rhein-Weser in Münster des Geschäftsbereichs Bundesforst der Bundesanstalt für Immobilienaufgaben nachgeordnet ist. An der rechten Seite der Sennestraße befindet sich direkt vor der Grenze zum Truppenübungsplatz eine kleine Kapelle. Innerhalb des Truppenübungsplatzes stehen im Bereich Hövelsenne nur noch hier und da ein paar Mauerreste. Dort, wo einst die Kirche stand, erinnert heute ein Gedenkstein an sie. Die ehemaligen Hofstellen sind aber auf Grund der dort stehenden Eichen noch gut erkennbar, soweit diese nicht in der Schussbahn liegen. Der Zugang dorthin ist auf eigene Faust nicht gestattet. Es werden aber mehrmals pro Jahr von der Biologischen Station Kreis Paderborn-Senne e. V. ab der Heidschnuckenschäferei anmeldepflichtige Führungen zu Fuß und per Fahrrad auf den Truppenübungsplatz angeboten, die in der Regel auch durch den Bereich Hövelsenne führen.
Darüber hinaus befinden sich heute an der Bundesautobahn 33 in der Moosheide auf Hövelhofer Gemeindegebiet in beiden Fahrtrichtungen jeweils ein nach der ehemaligen Ortschaft Hövelsenne benannter Parkplatz mit WC. Diese sollen später einmal zu vollwertigen Raststätten ausgebaut werden. Außerdem befindet sich in der Hövelsenner Stube im Sennekotten des Heimatzentrums Senne in Hövelhof eine kleine Ausstellung über Hövelsenne, in der die Geschichte Hövelsennes nachzulesen ist und alte Fotos und einige Einrichtungsgegenstände aus der Kirche ausgestellt sind.

## Zukunft
Wenn alles gut geht, können demnächst an der Sennestraße auf Hövelsenner Gemarkung, in Nachbarschaft der neuen Kapelle und der Heidschnuckenschäferei fünf neue Häuser gebaut werden. Dadurch würde wieder ein kleiner Ortskern entstehen. Ein Neubau ist inzwischen bewohnt und ein weiterer befindet sich im Bau.

## Hövelsenner Kapelle

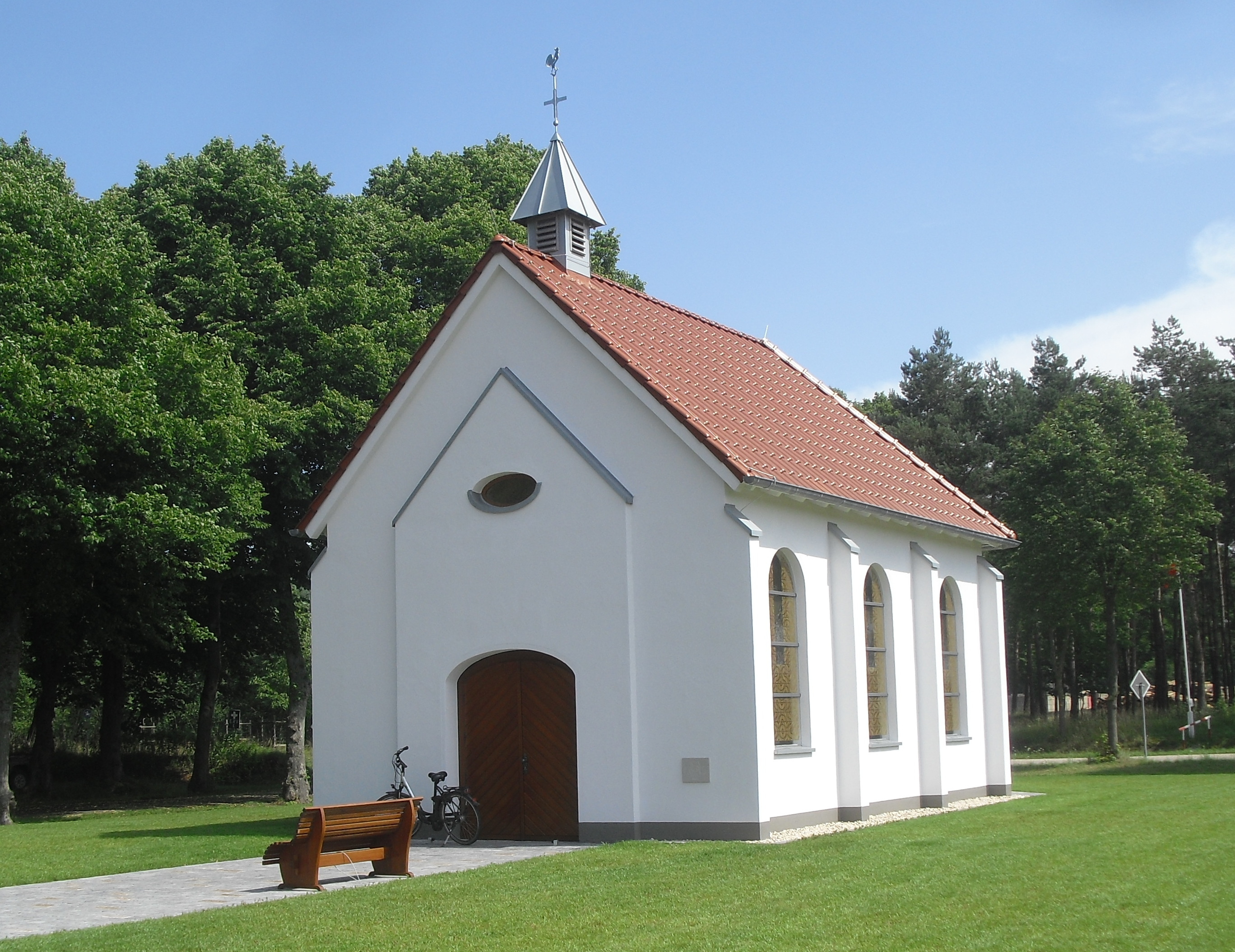
Hövelsenner Kapelle

Die neu errichtete Hövelsenner Kapelle, auch St.-Josefs-Kapelle genannt, befindet Luftlinie etwa 1,3 Kilometer westlich vom Standort der ehemaligen St.-Josefs-Kirche, die im ehemaligen Ortskern von Hövelsenne stand, entfernt. Diese Kapelle wurde in den Jahren 2014/15 nach langer Planungs und Standortsuche an der Kreuzung Sennestraße / Panzerringstraße, direkt an der Grenze zum Truppenübungsplatz neu errichtet. Um das Ganze zu stemmen, wurde 2012 der Förderverein Hövelsenner Kapelle e. V. gegründet. Dessen Aufgabe es ist, sich um Bau, Finanzierung und die spätere Pflege der St.-Josef-Kapelle zu kümmern. Am Josefstag, den 19. März 2014 fand dazu der erste Spatenstich statt. Die eigentlichen Bauarbeiten begannen im Mai 2014. Am 20. September 2014 konnte das Richtfest gefeiert werden. An der Feierstunde nahmen neben dem Hövelhofer Bürgermeister Michael Berens auch der stellvertretende Landrat des Kreises Paderborn Wolfgang Weigel sowie der heimische Europa-Abgeordnete Elmar Brok teil.  Die offizielle Eröffnung der Hövelsenner Kapelle wurde am 11. Juli 2015 mit einem Gottesdienst, unter großer Anteilnahme auf dem Außengelände der Kapelle gefeiert. Im Anschluss der heiligen Messe, wurde die Kapelle freigegeben, wobei auch der Paderborner Landrat Manfred Müller und der Hövelhofer Bürgermeister Michael Berens noch Ansprachen hielten.
Die neue Hövelsenner Kapelle ist im Maßstab 1:3 der ehemaligen St.-Josefs-Kirche nachempfunden. Damit ist die Hövelsenner Kapelle nur etwa ein Drittel so groß wie die ehemalige Hövelsenner St.-Josefs-Kirche, die 1974 verlassen werden musste, einst war. Diese Kapelle wird ein Ort der Erinnerung und des Gedenkens sein, hier sollen aber keine kirchlichen Veranstaltungen, wie zum Beispiel Gottesdienste stattfinden. In den Sommermonaten, von April bis Oktober können in der Kapelle aber einmal pro Monat, jeweils am zweiten Samstag standesamtliche Trauungen stattfinden. Auf dem Weg vor der Kapelle, sind Steine mit den Namen und Hausnummern der ehemaligen Bewohner Hövelsennes eingelassen. In den, vom Atelier Lönne + Neumann, Paderborn gestalteten Kapellenfenstern befinden sich auch original Gläser der ehemaligen St.-Josefs-Kirche. Diese teilweise erhaltenen Medaillons wurden von den unvollständigen Hintergrundgläsern gelöst, gereinigt, restauratorisch ergänzt und als Vorsatzverglasung in das konzeptionelle Programm einer neuen lichten Schutzverglasung integriert. Für das sechste Medaillon wurden Bruchstücke mit der Silhouette einer nicht (mehr) bekannten Figur verknüpft. Der Bau der Kapelle ist, wie schon der Bau der St.-Josefs-Kirche im Jahre 1923 vollständig in Eigenleistung durchgeführt worden, und wurde durch Spenden finanziert.